# Aphantopus hyperophthalmus
Aphantopus hyperophthalmus är en fjärilsart som beskrevs av Hermann Stauder 1922. Aphantopus hyperophthalmus ingår i släktet Aphantopus och familjen praktfjärilar. Inga underarter finns listade i Catalogue of Life.